# Stampa al carbone

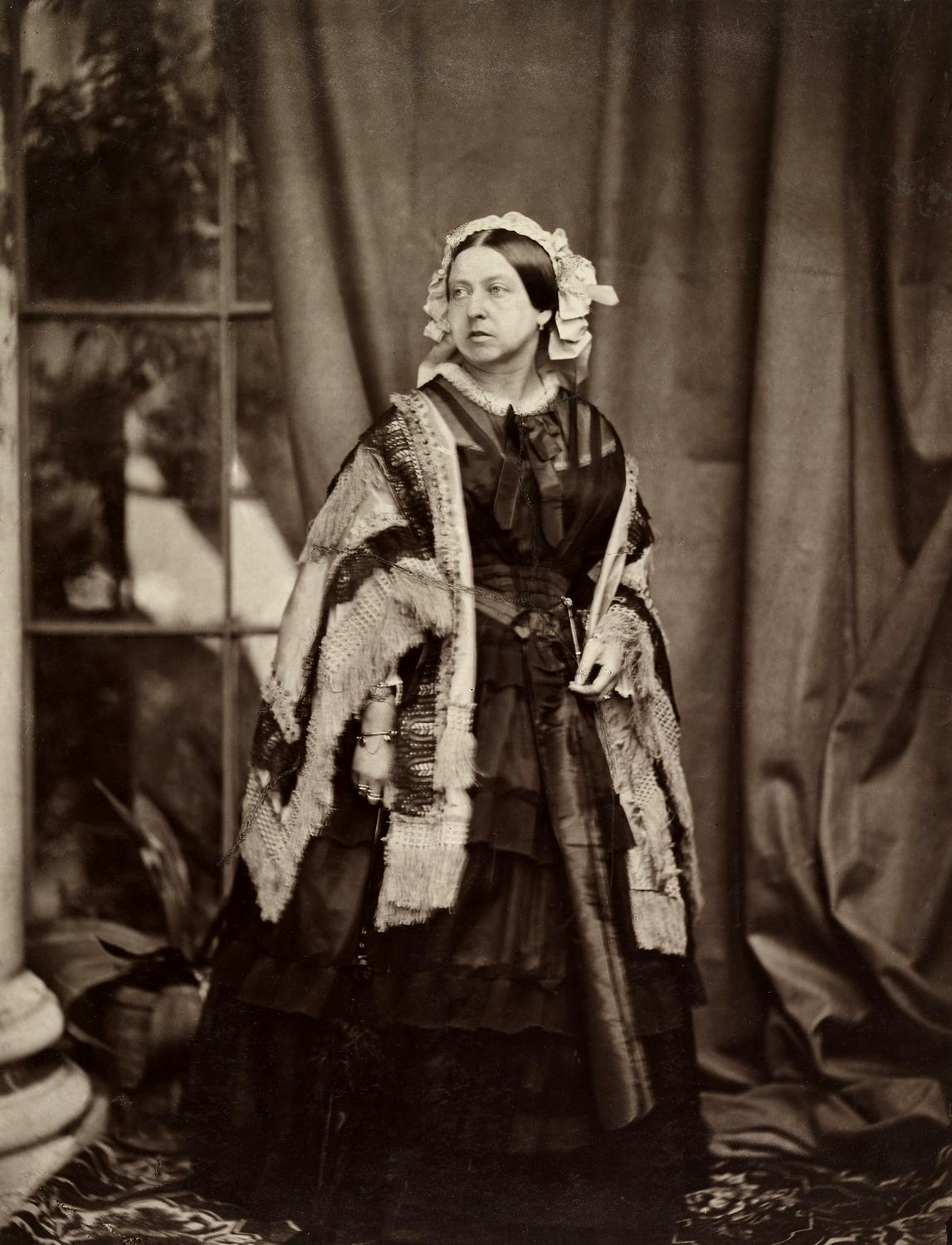
La regina Vittoria. Stampa al carbone di John Jabez Edwin Mayall

La stampa al carbone (o procedimento al carbone) è un procedimento storico di stampa fotografica che risale alla seconda metà dell'Ottocento ed è attribuibile ad Alphonse Poitevin.
La stampa al carbone è una delle prime applicazioni fotografiche dei bicromati (tipicamente bicromato di potassio). Il principio su cui si basa è la proprietà della gelatina, resa sensibile alla luce attraverso il bicromato, di diventare insolubile in acqua dopo una sufficiente esposizione ai raggi ultravioletti. La stampa al carbone è stata commercialmente disponibile fino alla prima metà del XX secolo ed è stata poi progressivamente soppiantata dai più pratici e meno difficoltosi processi all'argento per il bianco e nero, e da quelli cromogenici e dal dye transfer per il colore.
L'esposizione viene realizzata per contatto. L'immagine dopo il lavaggio è semplicemente formata da uno strato di gelatina colorata con pigmenti (neri, tipicamente derivati dal carbone per una stampa BN, oppure colorati per stampe a colori).
Il processo ha un certo grado di difficoltà tecnica perché richiede il trasferimento (trasporto) dello strato di gelatina diventato insolubile dal primo supporto ad un secondo supporto, trasferimento necessario per evitare successivi distacchi dell'immagine dal foglio originale.
Sebbene la fotografia della seconda parte del XX secolo lo abbia quasi dimenticato, soprattutto per la difficoltà di realizzare negativi di grandi dimensioni per la stampa a contatto, oggi esso conosce una nuova fioritura, grazie alle tecnologie digitali che permettono la realizzazioni di negativi di grande formato in maniera relativamente poco costosa.
Occorre precisare che oggi si tende ad utilizzare 'stampa al carbone' anche per le stampe ottenute con pigmenti di carbone attraverso una stampante inkjet. Sebbene entrambe le tecniche formino l'immagine attraverso l'uso di pigmenti, si tratta comunque di processi completamente diversi.